# Kazimir Hnatow
Kazimir Hnatow. auch Casimir Hnatow (* 9. Januar 1929 in Crusnes, Département Meurthe-et-Moselle; † 16. Dezember 2010 in Vouillé (Deux-Sèvres)) war ein französischer Fußballspieler.

## Im Verein
Der Verbinder begann seine Profikarriere 1951 – als 22-Jähriger, also erst relativ spät – beim lothringischen FC Metz, wo er sich schnell zum Stammspieler entwickelte und seine Debütsaison auf einem achtbaren 5. Rang in der höchsten Spielklasse abschloss. 1953 wechselte er zum Hauptstadtverein Stade Français, der allerdings am Ende der Spielzeit überraschend in die 2. Division absteigen musste. Kazimir Hnatow blieb dennoch bei Stade Français, der ihn nach zwei gescheiterten Wiederaufstiegsversuchen 1956 zum Erstligisten SCO Angers transferierte.
In den folgenden sieben Jahren absolvierte er für den SCO, von größeren Verletzungen verschont, über 240 Ligaspiele. Zu einem Titelgewinn in Meisterschaft oder Coupe de France langte es dabei nicht, aber 1957 stand er mit seiner Elf im Pokalendspiel, in dem Angers allerdings dem Toulouse FC mit 3:6 unterlag, und 1958 schloss sein Klub die Saison auf dem vierten Rang ab, so dass er mit der Nationalelf zur Weltmeisterschaft nach Schweden mitreisen durfte (siehe unten). 1962 erreichte er im Pokal noch einmal das Halbfinale. Ein Jahr später ging Kazimir Hnatow zum Amateurverein Chamois Niort, bei dem er noch bis 1966 als Spielertrainer die Fußballschuhe schnürte. In der Saison 1972/73 war er dort noch einmal als Co-Trainer tätig. Was anschließend aus ihm geworden ist, ist bisher nicht festzustellen.

### Stationen
- FC Metz (1951–1953, 56 Spiele/10 Tore)
- Stade Français Paris (1953–1956 [nur 1953/54 in D1], 29/9)
- Sporting Club de l’Ouest Angers (1956–1963, 243/20)
- Chamois Niortais FC (1963–1966, im Amateurlager)

Insgesamt 328 Spiele und 39 Tore in der Division 1.

## In der Nationalelf
Kazimir Hnatow spielte in der französischen Amateur- und der B-Nationalmannschaft, brachte es jedoch nie zu einem A-Länderspiel: obwohl er für einen Außenläufer recht torgefährlich war, konnte er insbesondere Armand Penverne diese Position nicht streitig machen. Wie sein langjähriger Vereinskamerad Stéphane Bruey gehörte er zwar zum WM-Kader 1958, wurde bei der Endrunde in Schweden aber nicht eingesetzt.